# ۸۵ (عدد)
۸۵ (هشتاد و پنج) یک عدد طبیعی است که بعد از ۸۴ و قبل از ۸۶ قرار دارد.